# 阿普齊鱗大吻魚
阿普齊鱗大吻魚為輻鰭魚綱鯨頭魚目巨鼻魚科的其中一種，分布於中西太平洋區，從印尼至威克島東部海域，屬深海魚類，棲息深度可達1464公尺，體長可達4.4公分。